# Turmhügel Wölkendorf
Der Turmhügel Wölkendorf ist eine abgegangene mittelalterliche Turmhügelburg (Motte) etwa in der Ortsmitte von Wölkendorf, einem Ortsteil der Gemeinde Stadelhofen im Landkreis Bamberg in Bayern. Über diese Niederungsburg sind keine geschichtlichen oder archäologischen Informationen bekannt, sie wird grob auf mittelalterliche Zeitstellung datiert. Auf dem heute größtenteils zerstörten und überbauten Turmhügel befand sich bis um etwa 1900 ein steinernes Gebäude. Die Stelle ist als Bodendenkmal Nummer D-4-5933-0114 „Mittelalterlicher Turmhügel“ geschützt.

## Beschreibung
Die Mottenanlage befindet sich am oberen westlichen Rand einer nach Süden hin abfallenden Talmulde, die in das Paradiestal mündet. Der runde Hügel hat einen Durchmesser von 20 und eine Höhe von über 2 Metern. Auf diesem Turmhügel stand bis um das Jahr 1900 ein einstöckiges steinernes Gebäude, das etwa neun mal sechs Meter maß. Umgeben war der Hügel ursprünglich von einem Ringgraben mit etwa 5 Meter Breite. Heute ist der Graben zu einem großen Teil verfüllt, nur im Norden ist er erhalten, an der West- und Nordwestseite wurde er zu einem Dorfweiher erweitert. An der Außenseite dieses Grabens befand sich als zusätzlicher Schutz noch ein etwa 5 Meter breiter Ringwall, der nur an der Nord- und Ostseite erhalten, an den restlichen Seiten zerstört und teilweise überbaut ist.